# Wiscasset (condado de Lincoln)
Wiscasset es un lugar designado por el censo ubicado en el condado de Lincoln en el estado estadounidense de Maine. En el Censo de 2010 tenía una población de 1.097 habitantes y una densidad poblacional de 107,66 personas por km².

## Geografía
Wiscasset se encuentra ubicado en las coordenadas 44°0′39″N 69°40′41″O / 44.01083, -69.67806. Según la Oficina del Censo de los Estados Unidos, Wiscasset tiene una superficie total de 10.19 km², de la cual 10.1 km² corresponden a tierra firme y (0.89%) 0.09 km² es agua.

## Demografía
Según el censo de 2010, había 1.097 personas residiendo en Wiscasset. La densidad de población era de 107,66 hab./km². De los 1.097 habitantes, Wiscasset estaba compuesto por el 97.27% blancos, el 0.36% eran afroamericanos, el 0.36% eran amerindios, el 1% eran asiáticos, el 0% eran isleños del Pacífico, el 0% eran de otras razas y el 1% pertenecían a dos o más razas. Del total de la población el 0.91% eran hispanos o latinos de cualquier raza.